# Adalbert Heuffler von Rasen und Hohenbühel

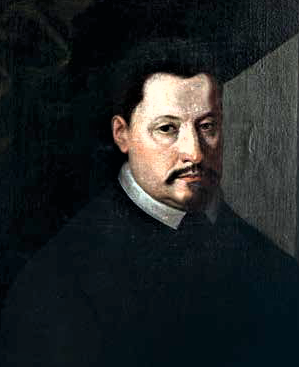
Abt Adalbert Heuffler

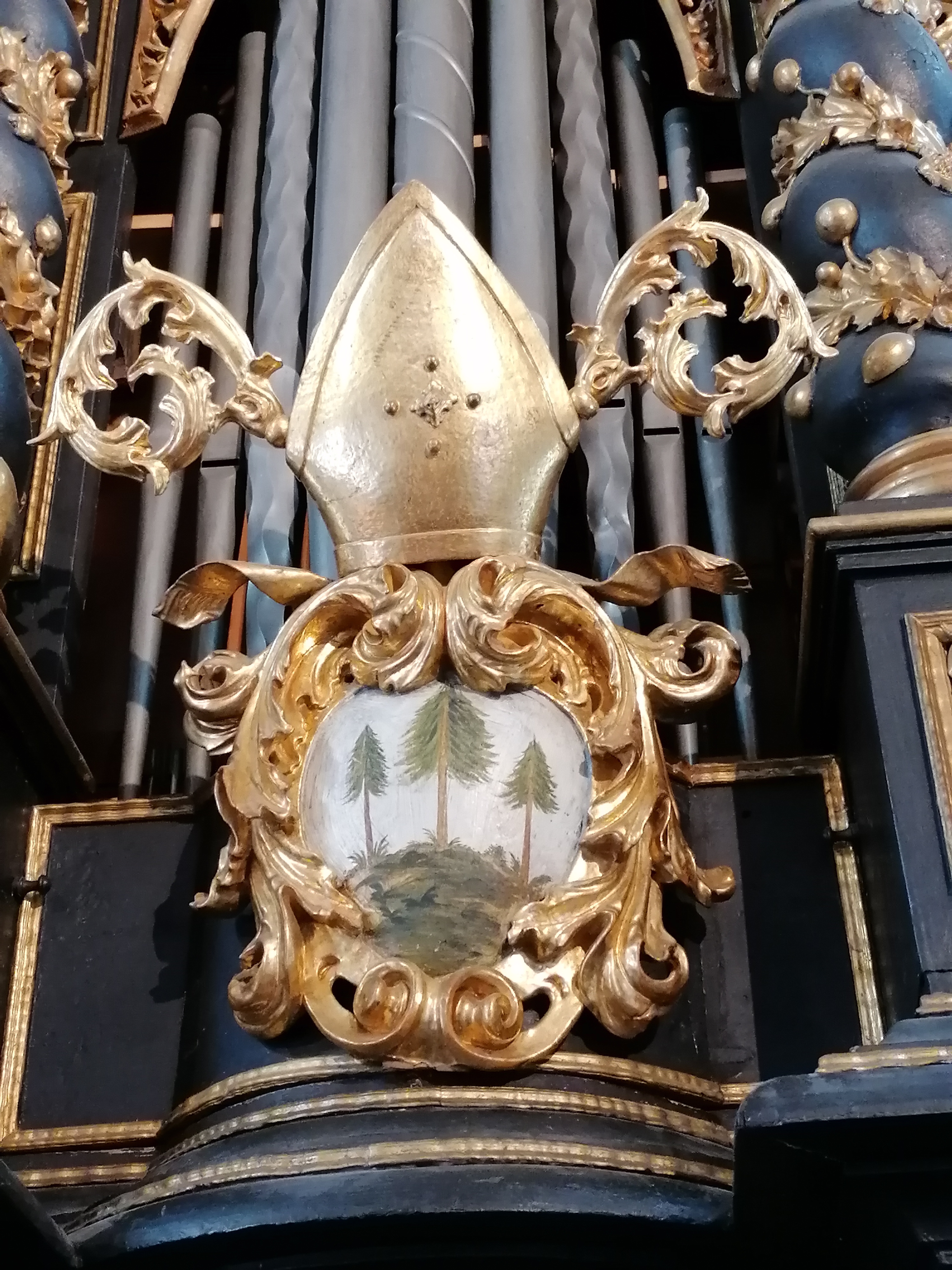
Wappen des Abtes Adalbert an der Orgel von Frauenberg

Adalbert Heuffler von Rasen und Hohenbühel, OSB (* 26. November 1631 in Castelfondo in Tirol; † 17. Mai 1696 in Admont), war ein salzburgischer römisch-katholischer Geistlicher und von 1675 bis 1696 Abt der Benediktinerabtei St. Blasius zu Admont.

## Leben und Wirken

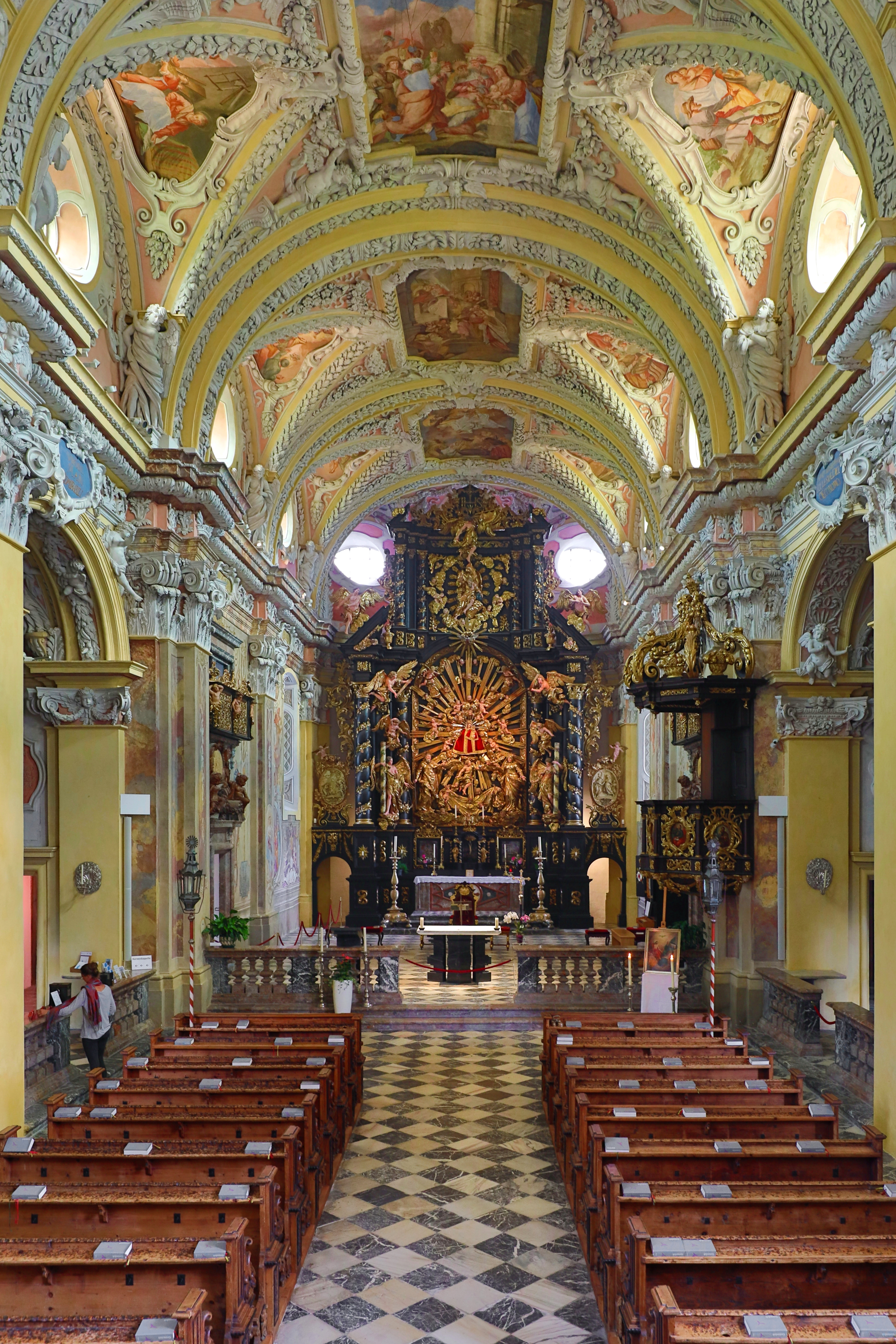
Wallfahrtskirche Frauenberg

Der Admonter Weihnachtsornat

Adalbert Heuffler von Rasen und Hohenbühel entstammte dem Tiroler Adelsgeschlecht Hohenbühel. Er war der Sohn des Pflegers von Schloss und Herrschaft Castelfondo Jakob Heuffler von Rasen, sein Taufname lautete Franz. Nach seiner Ausbildung am Stiftsgymnasium Admont 1648 trat er unter dem Ordensnamen Adalbert in das Stift ein. Seine weiteren Studien absolvierte er an der Jesuitenuniversität Graz. Anschließend ging er nach Rom an das Germanicum, wo er 1657 zum Doktor der Theologie promoviert wurde. Nach seiner Rückkehr wurde er zunächst 1658 zum Kellermeister des Stifts ernannt, bis zum Jahr 1669 diente er als Professor, Dekan und Prokanzler an der Benediktineruniversität Salzburg. 1675 schließlich wurde Adalbert Heuffler von Rasen und Hohenbühel zum Abt des Stiftes Admont gewählt.
1680 wurde Abt Adalbert zum Visitator des Chorherrenstifts Rottenmann berufen, um den schwelenden Streit zwischen Propst und Kapitel zu schlichten und die Finanzen des Stifts zu ordnen. Während des Türkenkriegs 1683 übernahm er Aufgaben der militärischen Landesverteidigung, wobei er bey dem jüngsten Türkhenauflauff dem Landte Steyer guette Dienst gelaist habe. Obgleich Abt Adalbert in seiner Wahlkapitulation versprechen musste, „dass er ohne Zustimmung des Kapitels keine Baulichkeiten aufführen und keine Schenkungen machen durfte“, galt sein Hauptinteresse der Bau- und Kunstförderung. 1676 erwarb er für das Stift Admont die Wallfahrtskirche Maria Altötting in Winklern. Vor allem die Wallfahrtskirche Frauenberg an der Enns erhielt durch ihn ihr heutiges Aussehen, indem er ab 1682 das Langhaus durch den Passauer Baumeister Carlo Antonio Carlone barock umgestalten ließ. Am 2. Juli 1687 erfolgte die Weihe des umgestalteten Kirchengebäudes, vor dessen Hauptaltar er seine letzte Ruhestätte fand.
Im Auftrag von Abt Adalbert schuf der Admonter Seidensticker Benno Haan zahlreiche barocke Paramente, so 1680 als sein Hauptwerk den sogenannten Weihnachtsornat.
Das Wappen Abt Adalberts stellte drei Zypressen – „eigentlich drei mit Klee besteckte Häufelstangen (Kleehifel)“  – dar. Dieses Wappenbild nahm Pater Hieronymus Jahrvogel im Sinne barocker Rhetorik zum Gegenstand seiner Leichenpredigt beim Begräbnis des Abts am 4. Juni 1696: Von dem Zedernbaum des Berges Libani spricht der gecrönte Prophet (David): Die Zedernbäum Libani, die er gepflantzet, Allda werden die Spatzen nisten. … Was der Prophet von dem Zedernbau Libani gesprochen, das kann ich mit bestem Fug  sagen von dem Zipreßbaum, nemblichen von unserm gottselig ruhenden Herrn Prälaten. ... Der Zipreßbaum ist von Natur hoch, vöst und keiner Fäulle unterworffen, auch starck, so keiner Last unterlieget, darumb werden in denen Kirchen und Gebäuen die Säulen aus Zipreß gemacht, neben dem gibt der Zipreßbaum einen angenemben Geruch von sich. Ein solcher Zipreßbaum war unser gottseeliger Herr Prälat, massen sein Gemüth durch stete Contemplation sich allzeit empor in die Höhe der himmlischen Dinge erhoben …